# Stanley Jaki
Padre Stanley L. Jaki, in ungherese  Jáki László Szaniszló (Győr, 17 agosto 1924 – Madrid, 7 aprile 2009), è stato un filosofo, teologo, fisico, saggista e professore universitario ungherese, naturalizzato statunitense; fu sacerdote benedettino.
Conseguì un dottorato in teologia e in fisica e fu uno dei principali contributori della filosofia della scienza e della storia della scienza, in particolare al loro rapporto con il cristianesimo. Nel 2018, Jaki fu nominato dal sito Aleteia come uno dei cinque scienziati cattolici "che hanno plasmato la nostra comprensione del mondo"; gli altri quattro erano: Niccolò Copernico, Gregor Mendel, Giuseppe Mercalli e Georges Lemaître.

## Biografia
Padre Stanley L. Jaki O.S.B. era Distinguished Professor di Fisica alla Seton Hall University, l'Università cattolica del New Jersey, dal 1975. È fra i principali rappresentanti della filosofia della scienza, della teologia e degli argomenti nei quali le due discipline si incontrano e si scontrano. Dopo gli studi in seminario, Padre Jaki ha conseguito un dottorato in teologia al pontificio Ateneo Sant'Anselmo in Roma (1950) e uno in fisica alla Fordham University in New York (1957), dove ebbe come maestro Victor Franz Hess, co-scopritore dei raggi cosmici e premio Nobel. Ha anche svolto ricerche, dopo il dottorato, in Filosofia della Scienza all'Università di Stanford, all'Università della California a Berkeley, all'Università di Princeton ed all'Institute for Advanced Study, sempre a Princeton. In seguito è stato Gifford Lecturer all'Università di Edimburgo (1975-1976), Fremantle lecturer al Balliol College, Oxford (1977), Hoyt Fellow alla Yale University (1980) e Farmington Institute Lecturer all'Università di Oxford (1988-1989). Ha ricevuto il Premio Templeton nel 1987 per aver migliorato la comprensione del rapporto fra scienza e religione.

### Morte
Padre Stanley Jaki è morto in Madrid (Spagna), nel reparto di rianimazione della clinica de la Conception, il 7 aprile 2009 alle ore 13.15 circa (ora locale).  Padre Jaki si trovava in Spagna per visitare alcuni amici, prima di tornare in USA. Aveva tenuto in Italia alcune lezioni al master in scienza e fede del pontificio Ateneo Regina Apostolorum. La morte è dovuta alle conseguenze di un infarto sofferto (senza rendersene conto) mentre era ancora a Roma. La salma di Padre Jaki è stata successivamente trasportata in Ungheria, ov'è stato celebrato il funerale il 29 aprile 2009 nell'Abbazia territoriale di Pannonhalma dall'abate, vescovo Asztrik Várszegi. La salma riposa nella cripta della cappella di Nostra Signora, luogo di sepoltura per i monaci dell'abbazia.

## Pensiero
Fu tra i primi a sostenere che nella fisica teorica il teorema di incompletezza di Gödel è rilevante per le teorie del tutto (TOE). Il teorema di Gödel afferma che qualsiasi teoria che include alcuni fatti fondamentali della teoria dei numeri ed è ricorsivamente enumerabile sarà incompleta o incoerente. Poiché qualsiasi "teoria del tutto" deve essere coerente, allora essa deve anche essere incompleta.
(Jaki, S.L., The Relevance of Physics, 1966. Chicago Press. p. 129.)

## Opere
- 1966. The Relevance of Physics. University of Chicago Press.
- 1969. Brain, Mind and Computers. Herder & Herder.
- 1969. The Paradox of Olbers' Paradox. Herder & Herder.
- 1973. The Milky Way: an Elusive Road for Science. New York: Science History Publications.
- 1974. Science and Creation: From Eternal Cycles to an Oscillating Univers. Edinburgh: Scottish Academic Press.
- 1978. Planets and Planetarians. A History of Theories of the Origin of Planetary Systems. John Wiley & Edinburgh: Scottish Academic Press.
- 1978. The Road of Science and the Ways to God. University of Chicago Press, and Edinburgh: Scottish Academic Press. ISBN 0-226-39145-0
- 1978. The Origin of Science and the Science of its Origins. Scottish Academic Press.
- 1980. Cosmos and Creator. Scottish Academic Press. ISBN 0-7073-0285-4
- 1983. Angels, Apes and Men. La Salle IL: Sherwood, Sugden & Co. ISBN 0-89385-017-9
- 1984. Uneasy Genius. The Life and Work of Pierre Duhem. The Hague: Nyhoff.
- 1986. Chesterton, a Seer of Science. University of Illinois Press.
- 1986. Lord Gifford and His Lectures. A Centenary Retrospective. Edinburgh: Scottish Academis Press, and Macon, GA.: Mercer University Press.
- 1986. Chance or Reality and Other Essays. Lanham, MD: University Press of America & Intercollegiate Studies Institute.
- 1988. The Absolute Beneath the Relative and Other Essays. Lanham, MD: University Press of America & Intercollegiate Studies Institute.
- 2000 (1988). The Savior of Science. W. B. Eerdmans. ISBN 0-8028-4772-2
- 1989. Miracles and Physics. Front Royal. VA.: Christendom Press. ISBN 0-931888-70-0
- 1989. God and the Cosmologists. Regnery Gateway Inc.; Edinburgh: Scottish Academic Press.
  - The Purpose of it All (alternate title for God and the Cosmologists)
- 1990. The Only Chaos and Other Essays. Lanham MD: University Press of America & Intercollegiate Studies Institute.
- 1991. Scientist and Catholic, An Essay on Pierre Duhem. Front Royal, VA.: Christendom Press.
- 1996. Bible And Science. Front Royal, VA: Christendom Press. ISBN 0-931888-63-8
- 2000. The Limits of a Limitless Science and Other Essays. Intercollegiate Studies Institute. ISBN 1-882926-46-3
- 2004. And On This Rock: Witness Of One Land & Two Covenants. Front Royal, VA: Christendom Press. ISBN 0-931888-68-9
- 2008. Hail Mary, full of grace: A Commentary. New Hope, KY: Real View Books. ISBN 978-1-892539-06-9